# あの頃僕らは
『あの頃僕らは』（あのころぼくらは）は、松井常松の作品。東芝EMI/EASTWORLDから1993年9月29日に発売された2ndシングル（規格品番：TODT-3105）および、1993年10月20日に発売された4thアルバム（規格品番：TOCT-8186）。

## 内容
ギターに布袋寅泰が参加。松井最大のヒット・シングルとなった。シングル・アルバムタイトルが同一になっているのは次作の『GLACIER』と同様である。本作のツアーの最終公演で、松井はBOØWYが解散宣言をした1987年12月24日以来、6年振りに渋谷公会堂のステージに立った。

## シングル収録曲
全作曲：松井常松　編曲：藤井丈司
1. あの頃僕らは
作詞：松井常松
2. VOICE
作詞：村上広一
3. あの頃僕らは (inst.)

## アルバム収録曲
全作曲：松井常松　編曲：藤井丈司
1. VOICE
作詞：村上広一
2. あの頃僕らは
作詞：松井常松
3. シーラカンスの丘
作詞：村上広一
4. 離れていても
作詞：山下久美子
5. あしたは日曜日
作詞：辻睦詞
6. Do What You Want
作詞：辻睦詞
7. ILLOGIC
作詞：森雪之丞
8. SUNSET
作詞：松井常松
9. 眠れない夜に
作詞：松井常松
10. 時の渚
作詞：森雪之丞
11. あの頃僕らは（reprise）